# 程修略
程修略（1964年8月—），男，汉族，安徽亳州人，中共党员，中华人民共和国政治人物。

## 生平
1983年毕业于亳州市第一中学，同年考取芜湖师范专科学校（2005年并入安徽师范大学）中文专业学习。1986年大学毕业分配至古井酒厂技校任教。1988年任中国银行亳州支行迎宾、喷泉分理处副主任。1992年开始从政，历任亳州市审计局副科长，亳州市“三查办”副主任（其间于1993年9月至1996年7月参加中国人民解放军西安政治学院法律专业学习），亳州市“三查办”主任（财政监督局局长）。
1999年8月，任亳州市古井镇党委副书记、镇长（副县级）（其间于1998年9月至2000年7月参加合肥工业大学研究生课程进修班人文经济学院马克思主义理论与思想政治教育专业学习）。2001年调至亳州市纪委工作，历任亳州市纪委常委、监察局副局长，亳州市纪委常委、秘书长、监察局副局长。2004年2月，任涡阳县委副书记、县纪委书记（其间于2001年9月至2004年9月参加安徽省委党校在职研究生班法学专业学习）。2006年9月，任亳州市纪委副书记、涡阳县委副书记、县纪委书记，2007年1月不再兼任涡阳县纪委书记职务，2007年9月不再兼任涡阳县委副书记职务。
2009年4月，调任利辛县委副书记、代理县长，同年12月去代转正。2015年6月，任利辛县委书记，同年8月兼任利辛县人大常委会主任职务。2021年2月，任亳州市人大常委会秘书长。

### 落马
2022年4月，因涉嫌严重违纪违法，接受纪律审查和监察调查。2022年11月，被开除党籍和公职，并收缴其违纪违法所得。